# Poltava (1712)
Pour les articles homonymes, voir Poltava (homonymie).
 (décembre 2021).
Le Poltava (en russe : Полтава) est un navire de ligne de 54 canons de la marine impériale russe lancé le 15 juin 1712 depuis Saint-Pétersbourg.
Cuirassé à voiles, ce navire est nommé d'après une importante victoire de la Russie sur l'Empire suédois lors de la bataille de Poltava.
Au cours de son service de 1712 à 1732, le Poltava fait partie de la Flotte de la Baltique et participe à la Grande guerre du Nord. Le Poltava est rayé des effectifs en 1732.

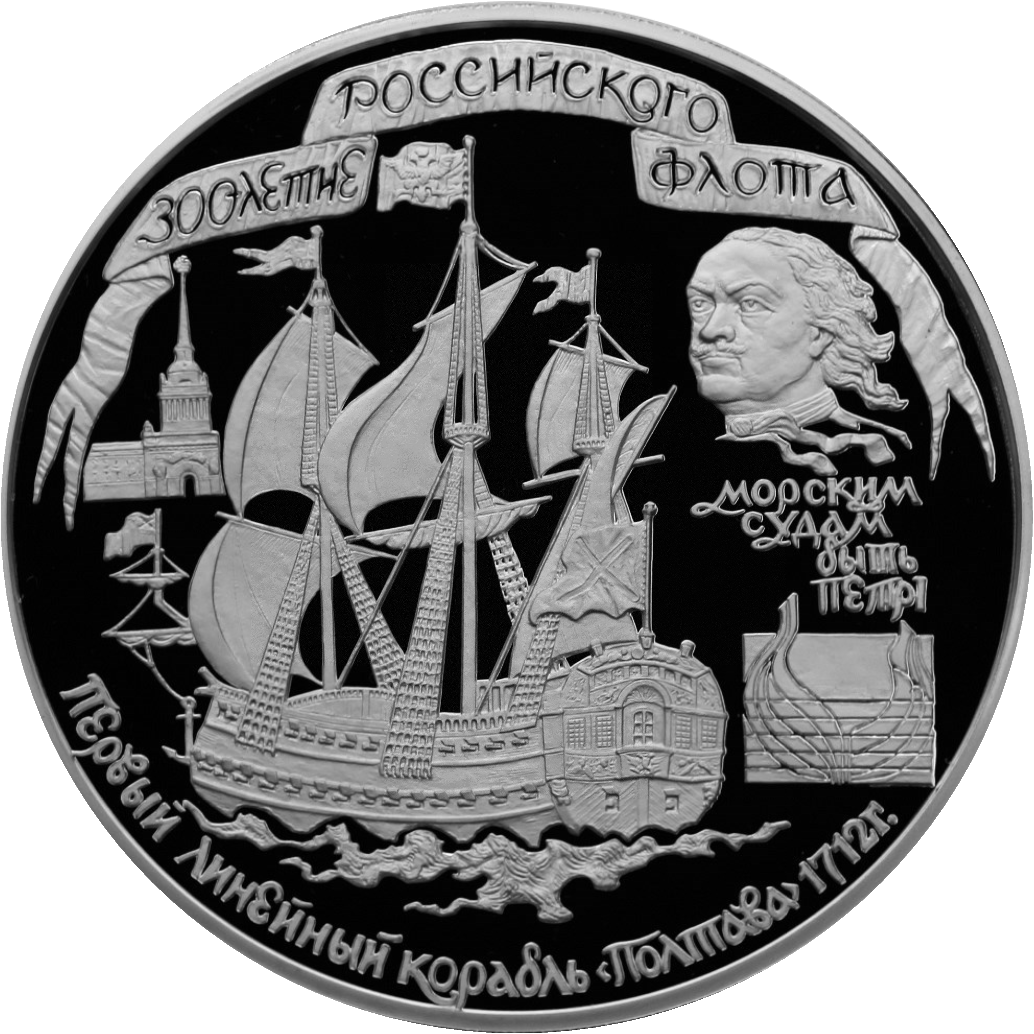
Pièce commémorative russe.
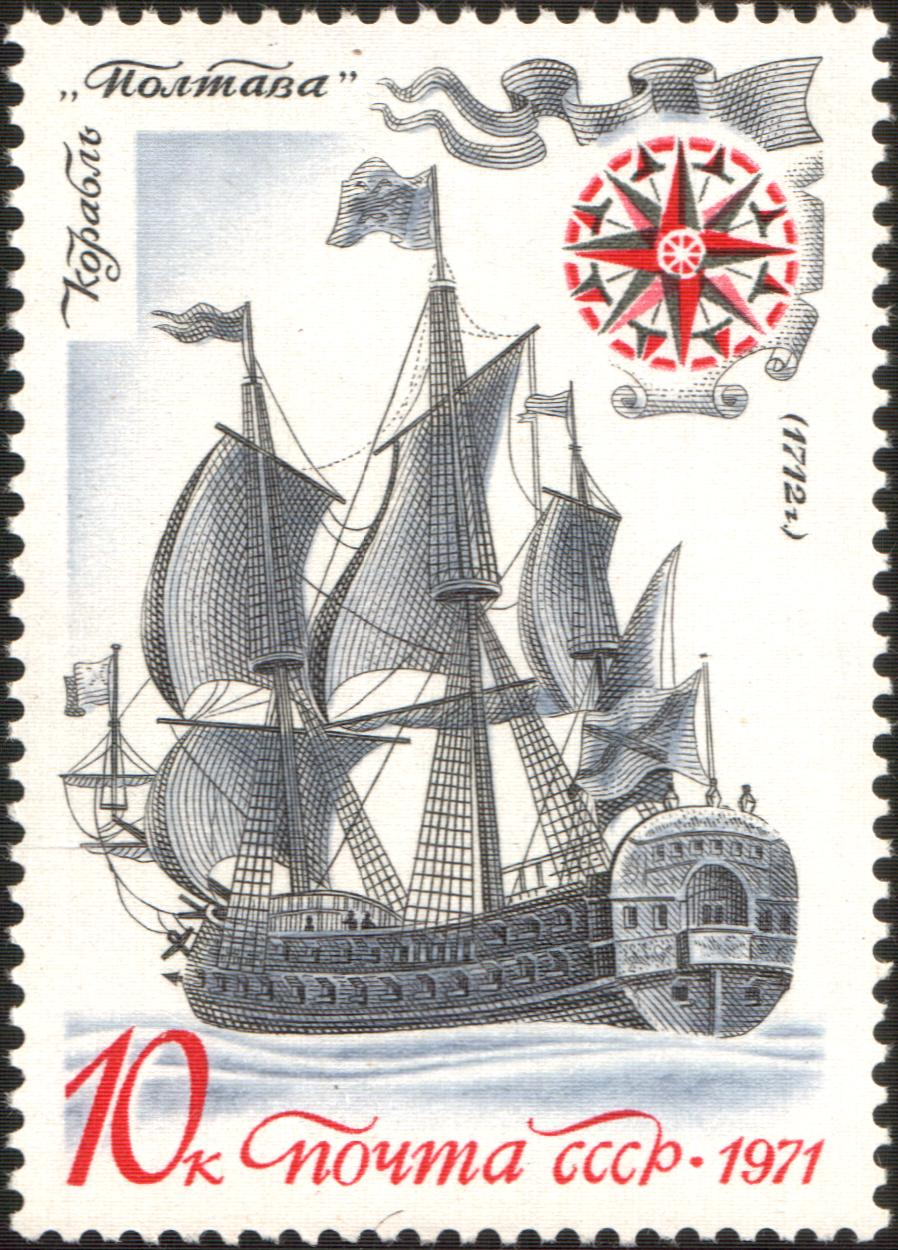
Timbre postal soviétique.
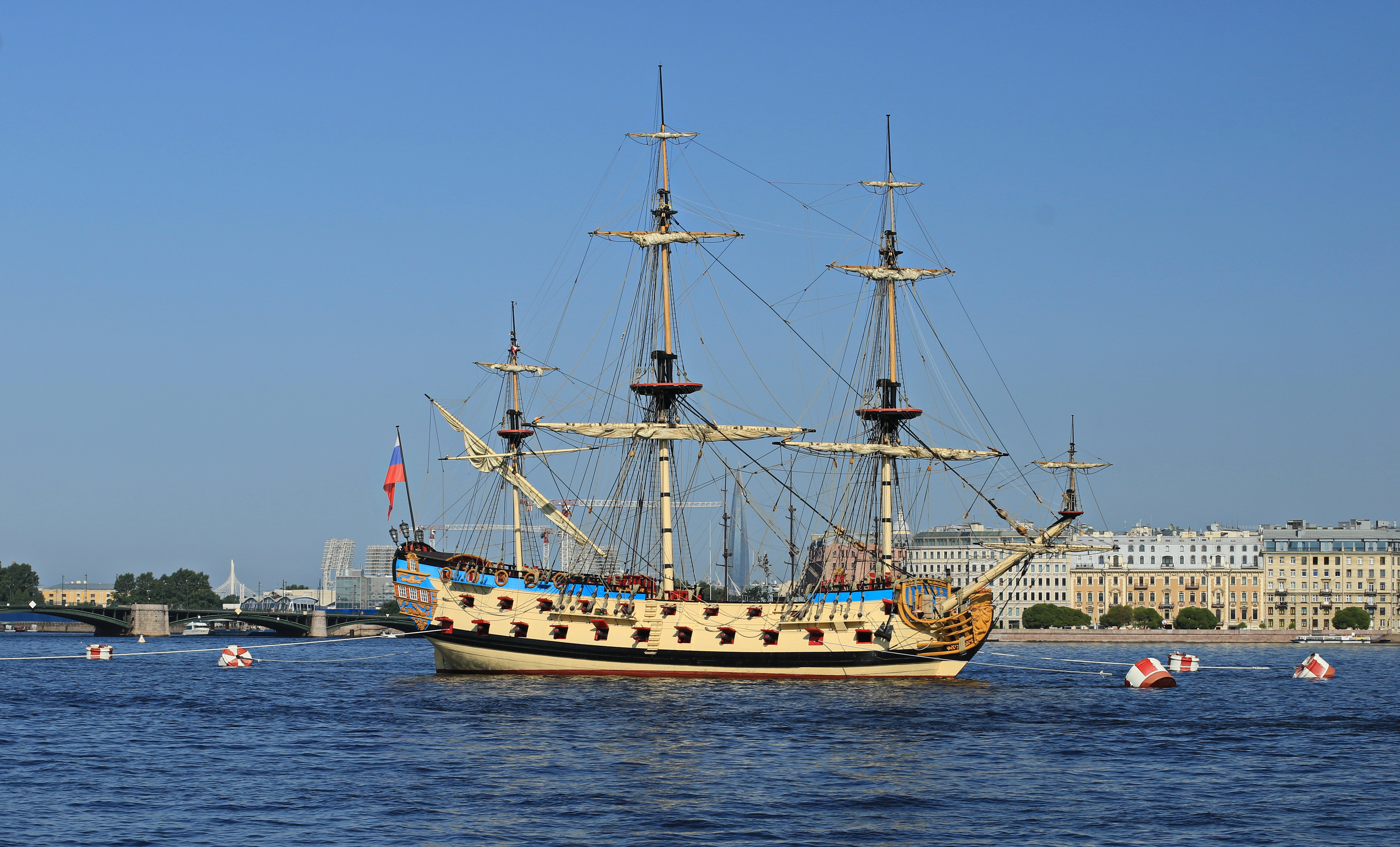
Réplique.
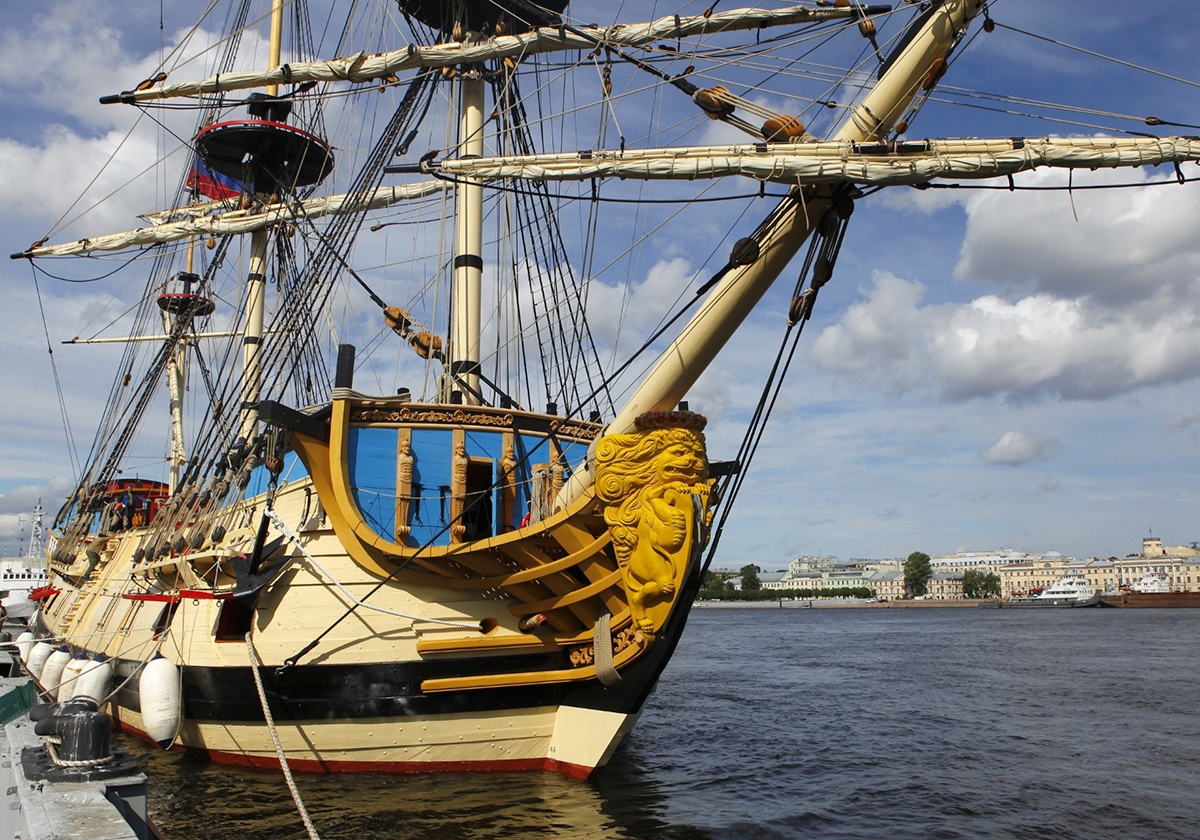
Réplique.